# キアンゲ郡
キアンゲ郡（キアンゲぐん、Kianggeh）は、ブルネイ・ダルサラーム国ブルネイ・ムアラ地区にある郡。ブルネイ・ムアラ地区の中央に位置し、北はベラカスA郡及びベラカスB郡、東はコタ・バトゥ郡、南はコタ・バトゥ郡・カンポン・アイール諸郡・ルマパス郡、南西はキラナス郡、西はガドンB郡と接する。この郡は、ブルネイ・ダルサラーム国の首都・バンダルスリブガワンを含んでいる。

## 地域
キアンゲ郡は2つの地域に大別される。1つはバンダルスリブガワンセンター、もう1つはバンダルスリブガワン地域である。

### バンダルスリブガワンセンター
バンダルスリブガワンセンターは、バンダルスリブガワンの中心業務地区（CBD）であり、以下のような地域に分かれる。
- カワサン・プサット・セジャラー（Kawasan Pusat Sejarah）
- カワサン・ペンダガンガン・ブミ・プトラ（Kawasan Perdagangan Bumi Putera）
- カワサン・ヤヤサン・スルタン・ハサナル・ボルキア（Kawasan Yayasan Sultan Haji Hassanal Bolkiah）
- カンポン・キアンゲ（Kampong Kianggeh）
- カンポン・スンビリン（Kampong Sumbiling）
- カンポン・ベランガン（Kampong Berangan）
- カンポン・タセク・ラマ（Kampong Tasek Lama）
- パダン（Padang）

### バンダルスリブガワン地域
バンダルスリブガワン地域は、バンダルスリブガワン市街地の周辺にあり、以下の地域がある。
- カンポン・クンバン・パサン（Kampong Kumbang Pasang）
- カンポン・トン・カデー（Kampong Tong Kadeh）
- カンポン・マボハイ（Kampong Mabohai）
- スリ・コンプレックス（別名：バトゥ・サトゥ、Seri Kompleks/Batu Satu）
- テラナイ（Telanai）
- トゥマセク（Tumasek）
- パリット（別名：セリンガン、Parit/Seringan）

## 歴史
オマール・アリ・サイフディン三世（Omar Ali Saifuddin III）の治下では、クンバン・パサンは1つの郡であった。しかし、ハサナル・ボルキアの治下にはキアンゲ郡に吸収され、その一部となった。

## キアンゲ市場
バンダルスリブガワン市内を流れるキアンゲ川の川岸には早朝から夕方まで「キアンゲ市場」（Tamu Kianggeh）が開かれる。日本で売られていないような熱帯地方特有の産物も多く、野菜・果実・香辛料などが露店に並ぶ。